# 雅楽協議会
雅楽協議会（ががくきょうぎかい）は、雅楽の本質的な位置づけに努め、責任を持って次世代に文化を継承していくために、雅楽演奏者・関係者が協力して、この貴重な文化の維持・発展・継承に努める組織として2005年に設立された。

## 概要
雅楽協議会の設立および、雑誌『雅楽だより』の創刊は2005年である。雅楽に関する企画の推進や古典部門・現代部門の両新人の育成、職人への助成、国際的な雅楽の理解推進など、活動は多義に渡る。
2022年4月からヨシ再生のための活動として「ヨシ原焼き」、「つる草抜き」の活動を開始した。

### 雅楽だより
雅楽だよりとは、雅楽の情報発信、情報交換、を当面の活動と位置づけ、年間4回発行されている雅楽情報紙（情報・研究誌を含む）。演奏家へのインタビューを始め、イベント、人物、楽器、歴史などに着目した特集記事や、現代雅楽に関する研究成果を発行している。